# Babe Hill
 (mars 2022).
Si vous disposez d'ouvrages ou d'articles de référence ou si vous connaissez des sites web de qualité traitant du thème abordé ici, merci de compléter l'article en donnant les références utiles à sa vérifiabilité et en les liant à la section « Notes et références ».
Babe Hill est un scénariste et producteur, ami de Jim Morrison. Embauché pour surveiller Morrison dans ses virées alcooliques mais finalement il était sur le carreau bien avant lui à chaque fois. De temps à autre il aidait à la technique (prise de son et autres...), il fut d'ailleurs l'ingénieur du son pour HWY: An American Pastoral et Feast of friends, un court métrage sur les Doors, qu'ils ont en partie réalisé.
Tony Funches accompagnait souvent Babe, un peu garde du corps et un peu buveur. Pamela Courson, la compagne de Jim Morrison, n'aimait pas beaucoup Babe, ni les autres amis de Jim, ce qui était réciproque.

## Ingénieur du son
- 1970 : Bongo Wolf's Revenge
- 1970 : Feast of Friends (documentaire)
- 1991 : The Doors: The Soft Parade (documentaire vidéo)
- 2009 : American Masters (documentaire séries TV) HWY & Feast of Friends - 1 épisode)
- 2009 : The Doors: When You're Strange, HWY, & Feast of Friends)

## A coécrit
- 1969 : HWY: An American Pastoral

## A coproduit
- 1969 : HWY: An American Pastoral

## Sources
- « Babe Hill » (présentation), sur l'Internet Movie Database
- www.crystal-ship.com › Forum › The Doors › Photo
- http://newdoorstalk.proboards.com/index.cgi?board=grave&action=display&thread=1417
- http://www.tumblr.com/tagged/babe%20hill
- Personne ne sortira d'ici vivant : Jerry Hopkins et Daniel Sugerman